# Jacek Bielski
Pour les articles homonymes, voir Bielski.
Jacek Bielski est un boxeur polonais né à Elbląg le 29 janvier 1972.

## Carrière
Champion d'Europe de boxe amateur à Bursa en 1993 en poids légers, il remporte également la ceinture de champion d'Autriche des poids welters en 2000.

### Jeux olympiques
- Participation aux Jeux de 1996 à Atlanta

### Championnats du monde de boxe amateur
- participation en 1997
- participation en 1995

### Championnats d'Europe de boxe amateur
- participation en 1998
- participation en 1996
- Médaille d'or en -60 kg en 1993 à Bursa, Turquie[1]
- participation en 1991